# John Kenneth Galbraith
John Kenneth Galbraith (ur. 15 października 1908 w Iona Station w kanadyjskiej prowincji Ontario, zm. 29 kwietnia 2006 w Cambridge w Massachusetts) – amerykańsko-kanadyjski ekonomista, zwolennik keynesizmu i interwencjonizmu w gospodarce. Był profesorem Uniwersytetu Harvarda, doradcą ekonomicznym 4 prezydentów USA Franklina Roosevelta, Johna F. Kennedy’ego, Lyndona Johnsona oraz Billa Clintona.
Galbraith napisał prawie 50 książek i ponad tysiąc artykułów na różne tematy. Wśród jego najbardziej znanych prac znajduje się popularna trylogia nt. ekonomii: American Capitalism (1952), The Affluent Society (1958) i The New Industrial State (1967). Wykładał na Uniwersytecie Harvarda przez wiele lat. W czasie prezydentury Kennedy’ego był również amerykańskim ambasadorem w Indiach.
Był jedną z dwóch osób, które otrzymały Medal Wolności dwukrotnie: po raz pierwszy z rąk prezydenta Trumana w 1946 roku, ponownie z rąk prezydenta Clintona w 2000. Został również odznaczony Padma Vibhushan, drugim najwyższym indyjskim odznaczeniem cywilnym, za umacnianie więzi pomiędzy Indiami i USA.

## Życiorys
Galbraith urodził się w Kanadzie w Iona Station w stanie Ontario. Jego rodzice William Archibald Galbraith i Sarah Catherine Kendall byli szkockiego pochodzenia. Ojciec był farmerem oraz nauczycielem szkolnym, a matka udzielała się politycznie. Oboje rodziców wspierało partię Zjednoczeni Farmerzy z Ontario (United Farmers sof Ontario). Galbraith początkowo ukończył rolnictwo w Ontario Agricultural College w 1931 roku. Później kontynuował studia Uniwersytecie Kalifornijskim w Berkeley, uzyskując tytuł doktora ekonomii rolnictwa w 1934. W tym samym roku zaczął wykładać na Harvardzie. W roku 1937 uzyskał obywatelstwo Stanów Zjednoczonych i musiał zrezygnować z kanadyjskiego, lecz nie został zapomniany i do końca życia był poważany w swym kraju pochodzenia. W tym samym roku wyjechał na rok do Uniwersytetu w Cambridge, gdzie znalazł się pod wpływem Johna Maynarda Keynesa. Galbraith był bardzo wysoki – miał 206 cm wzrostu.
Galbraith nauczał z przerwami w Harvardzie w latach 1934–1939. Od 1939 do 1940 nauczał na Uniwersytecie w Princeton. Od 1943 do 1948 był redaktorem magazynu Fortune. W 1949 uzyskał tytuł profesora w Harvardzie.

### II wojna światowa
Podczas II wojny światowej Galbraith był amerykańskim „Carem Cen”, odpowiadał za utrzymanie cen w ryzach, żeby nie szkodziły wysiłkowi wojennemu. Zajmował stanowiska Szefa Biura Administracji Cenami. Chociaż niedoceniany, władza jaką dysponował była tak wielka, iż żartował, że później czeka go już tylko upadek. Pod koniec wojny zaproponowano mu aby został jednym z autorów Badania nad skutecznością nalotów lotniczych w Europie i Japonii. Z tego raportu wynikało, że koszty przeważyły przewidywane korzyści w przypadku nalotów na Niemcy i nie skróciły wojny. Natomiast naloty na Japonię były ponad wszelką wątpliwość sukcesem i to spowodowało przyznanie dodatkowych środków na niezależne Amerykańskie Siły Powietrzne (American Air Force – AAF). Po zakończeniu wojny był doradcą powojennych administracji w Niemczech i Japonii.

### Kariera polityczna za prezydentury Kennedy’ego
Podczas sprawowania funkcji doradcy prezydenta Johna F. Kennedy’ego, Galbraith został wyznaczony na ambasadora w Indiach. Sprawował tę funkcję w latach 1961–1963. Utrzymywał zażyłe stosunki z premierem Indii, Jawaharlalem Nehru, doradzając indyjskiemu rządowi w sprawach ekonomicznych. Ostro krytykował Louisa Mountbattena, ostatniego brytyjskiego gubernatora Indii, ze względu na jego bierną rolę podczas podziału państwa w 1947 r. oraz krwawego oddzielenia Bangladeszu od Pakistanu. W Indiach pomógł w założeniu pierwszego z instytutów informatycznych, w indyjskim Instytucie Technologicznym w Kanpur, Uttar Pradesh. Nawet po opuszczeniu urzędu, Galbraith pozostał przyjacielem Indii i organizował coroczny lunch dla indyjskich studentów w Harvardzie.

## Życie prywatne
Galbraith poślubił Catherine Merriam Atwater 17 września 1937 roku, którą poznał studiując w Radcliffe. Zamieszkali w Cambridge w stanie Massachusetts, i posiadali domek letni w Newfane w stanie Vermont. Mieli czterech synów. J. Alan Galbraith jest partnerem w elitarnej firmie prawniczej Williams & Cononolly w Waszyngtonie. Dougla Galbraith zmarł w dzieciństwie na białaczkę. Peter W. Galbraith pracował jako dyplomata amerykański, m.in. jako ambasador w Chorwacji i był znanym komentatorem amerykańskiej polityki zagranicznej, szczególnie w sprawach Bałkanów i Bliskiego Wschodu. James K. Galbraith jest prominentnym ekonomistą pracującym na Uniwersytecie Teksasu. Galbraithowie mają także dziesięcioro wnuków.
Zmarł 29 kwietnia 2006 roku, w Mount Auburn Hospital w Cambridge z przyczyn naturalnych po dwutygodniowym pobycie w szpitalu.

## Uznanie
Galbraith był ostatnim z żyjących doradców prezydenta Franklina Roosevelta.
W 1972 roku przewodniczył Amerykańskiemu Stowarzyszeniu Ekonomicznemu. W 1985, Amerykańskie Stowarzyszenie Humanistyczne przyznało mu tytuł Humanisty Roku. W 1997 przyznano mu Order Kanady, a w 2000 roku po raz drugi otrzymał Medal Wolności. Także w 2000 roku, Instytut Globalnego Rozwoju i Środowiska (Globar Development and Environment Institute) przyznał mu Nagrodę Leontiefa za ogromny wkład w teorię ekonomii.
W 1992 roku Szkoła Główna Handlowa w Warszawie przyznała mu tytuł doktora honoris causa.
Na jego cześć została nazwana odkryta w 1986 roku planetoida z pasa głównego asteroid (4089) Galbraith.